# Canción napolitana

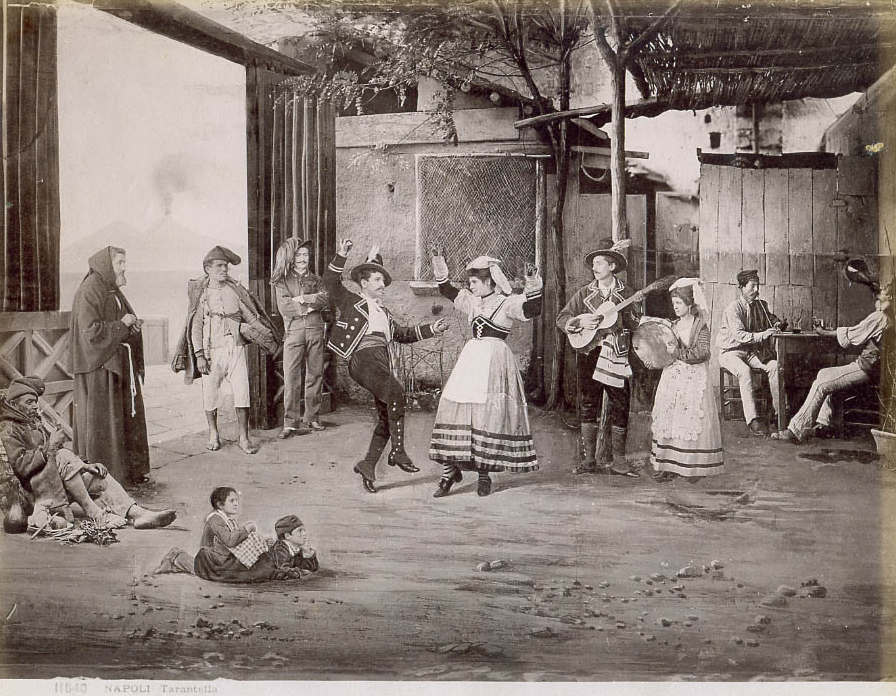
Nápoles-Tarantela, del fotógrafo Giorgio Sommer (1834-1914). En los cantos y danzas populares como la tarantela está el origen remoto de la canción napolitana.

La canción napolitana (en italiano, canzone napoletana) es una composición generalmente en idioma napolitano para voz masculina solista y  acompañamiento instrumental. Es característica de la ciudad de Nápoles y su región. Sus letras son variadas, pero suelen hacer referencia a asuntos amorosos o al paisaje del Sur de Italia. Algunas de las canciones más famosas son 'O sole mio, Torna a Surriento, Funiculì, funiculà o Santa Lucia.
En la década de 1830, se celebró un concurso a la canción napolitana durante la Festa de Piedigrotta, fiesta dedicada a la Virgen de Piedigrotta, una imagen muy popular en el barrio napolitano de Mergellina. La canción que ganó este primer concurso se titulaba Te voglio bbene assaje y sus autores eran el poeta Raffaele Sacco y, seguramente, el compositor Filippo Campanella (aunque el tema musical original puede ser de origen folclórico; algunos autores se lo han atribuido, equivocadamente, a Gaetano Donizetti). Este festival perduró hasta 1950, cuando se creó el Festival de Nápoles (también conocido como Festival de la Canción Napolitana), que tuvo gran éxito durante toda la década hasta que, finalmente, también desapareció en 1971 (posteriormente, se ha intentado recuperarlo, sin que haya alcanzado el éxito de su primera época). 
La popularidad internacional de las canciones napolitanas se debió, en parte, a la emigración italiana al resto de Europa y a América entre 1880 y 1920. También contribuyó el interés de intérpretes de ópera como Enrico Caruso, quien recurría a estas canciones de su ciudad natal para interpretarlas como propina en sus actuaciones en el Metropolitan Opera House de Nueva York y las grabó en disco. A ejemplo de Caruso, muchos otros tenores han cantado y han mantenido vivo este repertorio (como sucedió a finales del siglo XX con el fenómeno de Los Tres Tenores).

## Historia

### Orígenes
Los orígenes remotos de la canción napolitana se pueden fechar hacia el siglo XIII, en los cantos populares. En ellos se alababa la belleza de la naturaleza pero también se aludía a las dificultades de la vida cotidiana. Estos cantos se desarrollaron a partir del siglo XV, cuando el napolitano era utilizado para realizar prosas en todo el reino y numerosos músicos, inspirándose en los coros populares, comenzaron a componer frottole, ballate y otras obras de carácter festivo que popularizaron los aires napolitanos, especialmente a partir de finales del siglo XVI, cuando la villanella alla napoletana se extendió por toda Europa y se cantó hasta finales del siglo XVIII. 
En el siglo XVII aparecen los primeros ritmos de tarantela (como la célebre Michelemmà, atribuida a Salvator Rosa, inspirándose en una canción siciliana). En el XVIII nace la opera buffa napolitana, que influyó poderosamente no sólo en el canto, sino también en la teatralidad de las canciones: las arias operísticas se convirtieron en modelos para las canciones populares. En torno a 1768 se creó una de las tarantelas más populares, Lo guarracino, de autor anónimo. Esta tarantela será reelaborada (como muchas otras canciones antiguas) en el siglo siguiente.

### Siglo XIX
El nacimiento de editoriales musicales a principios del siglo XIX fue determinante para la difusión de la música napolitana. Editores y recopiladores de canciones como Guglielmo Cottrau rescataron centenares de obras. Otro foco de difusión importante fueron los llamados posteggiatori, músicos ambulantes que cantaban canciones y vendían los textos (a veces, modificados por ellos). Los primeros decenios del siglo se consideran un momento dorado en la historia de la canción napolitana. Durante las fiestas en honor de Santa Maria di Piedigrotta se comenzó a celebrar un concurso de canciones que, en su primera edición, ganó la canción Te voglio bbene assaje, escrita por Raffaele Sacco y musicada por Filippo Campanella. Estas fiestas fueron fundamentales para la creación y difusión de las canciones napolitanas. En alguna ocasión, las canciones tenían también contenido político o subversivo, como fue el caso de Palummella zompa e vola (1873), que aludía a la libertad y que llegó a estar prohibida por las autoridades. Un tipo de canción satírica que tuvo mucho desarrollo a finales del XIX y principios del XX fue la llamada macchietta, que da nombre también a un personaje del teatro de variedades que caricaturizaba a algún personaje característico de la sociedad del momento (un cura, un diputado, una amante, una feminista, un recaudador de impuestos...). El propósito de la macchietta era cómico y su crítica social muchas veces era meramente superficial. El gran actor Totò comenzó su carrera teatral a principios del XX participando en macchiette.

### SigloXX
Durante las fiestas de Piedigrotta se siguieron dando a conocer las obras de los mayores autores de canciones napolitanas del siglo XX, como Salvatore di Giacomo, Libero Bovio, E.A. Mario, Ferdinando Russo y Ernesto Murolo. Desde mediados del siglo XIX hasta la primera mitad del siglo XX la canción napolitana conoció la influencia del ambiente intelectual del momento y aparecieron temas dramáticos y pesimistas que matizaron su carácter optimista originario. Grandes compositores y poetas escribieron canciones en este estilo, entre otros el propio Gabriele D'Annunzio, autor de los versos de A Vucchella (se dice que espoleado por el desafío de Ferdinando Russo, quien le reprochaba su incapacidad de escribir en napolitano). A Vucchella fue musicada por Francesco Paolo Tosti en 1904 y conoció un éxito popular inmediato.

#### Segunda Guerra Mundial y posguerra
Después del XIX, la época de posguerra tras la Segunda Guerra Mundial está considerada como el segundo momento de oro de la canción napolitana. La guerra y sus consecuencias dieron lugar a canciones amargas, desesperanzadas y de tono existencialista, como Munasterio 'e Santa Chiara de Michele Galdieri (letrista) y Alberto Barberis (compositor), o Luna rossa de Vincenzo De Crescenzo (letrista) y Vian (compositor), aunque en otras canciones se mantuvo el humor y el optimismo, como sucede en Tammurriata Nera de E. A. Mario (letrista) y Eduardo Nicolardi (compositor). Roberto Murolo se convirtió en el cantante por excelencia de los temas tradicionales, mientras que Renato Carosone enriqueció la canción napolitana con su experiencia como pianista clásico y con ritmos procedentes del jazz, la música latina y africana, creando una variante de macchietta muy desenfadada y bailable, de gran éxito internacional. Se hicieron muy populares las canciones que Carosone escribió junto al letrista Nisa (Nicola Salerno).

#### Década de 1960

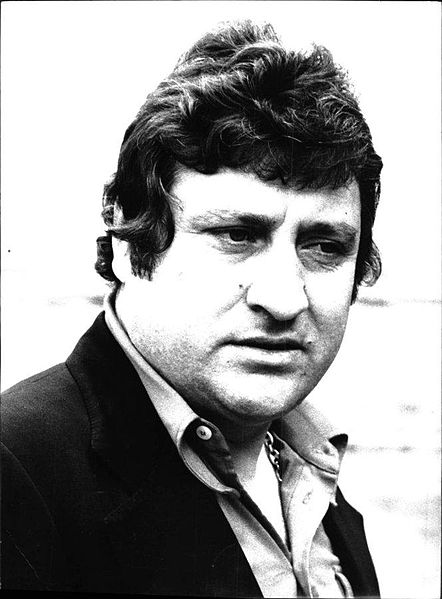
Mario Merola

Durante esta década el Festival de Nápoles alcanzó una gran popularidad y difundió este género en toda Italia. Entre los intérpretes, destacaron Peppino di Capri (quien añadió a la canción italiana ritmos de otras culturas musicales) y Roberto De Simone y su Nuova Compagnia di Canto Popolare, que reivindicaron las formas tradicionales propias del género.

#### Década de 1970

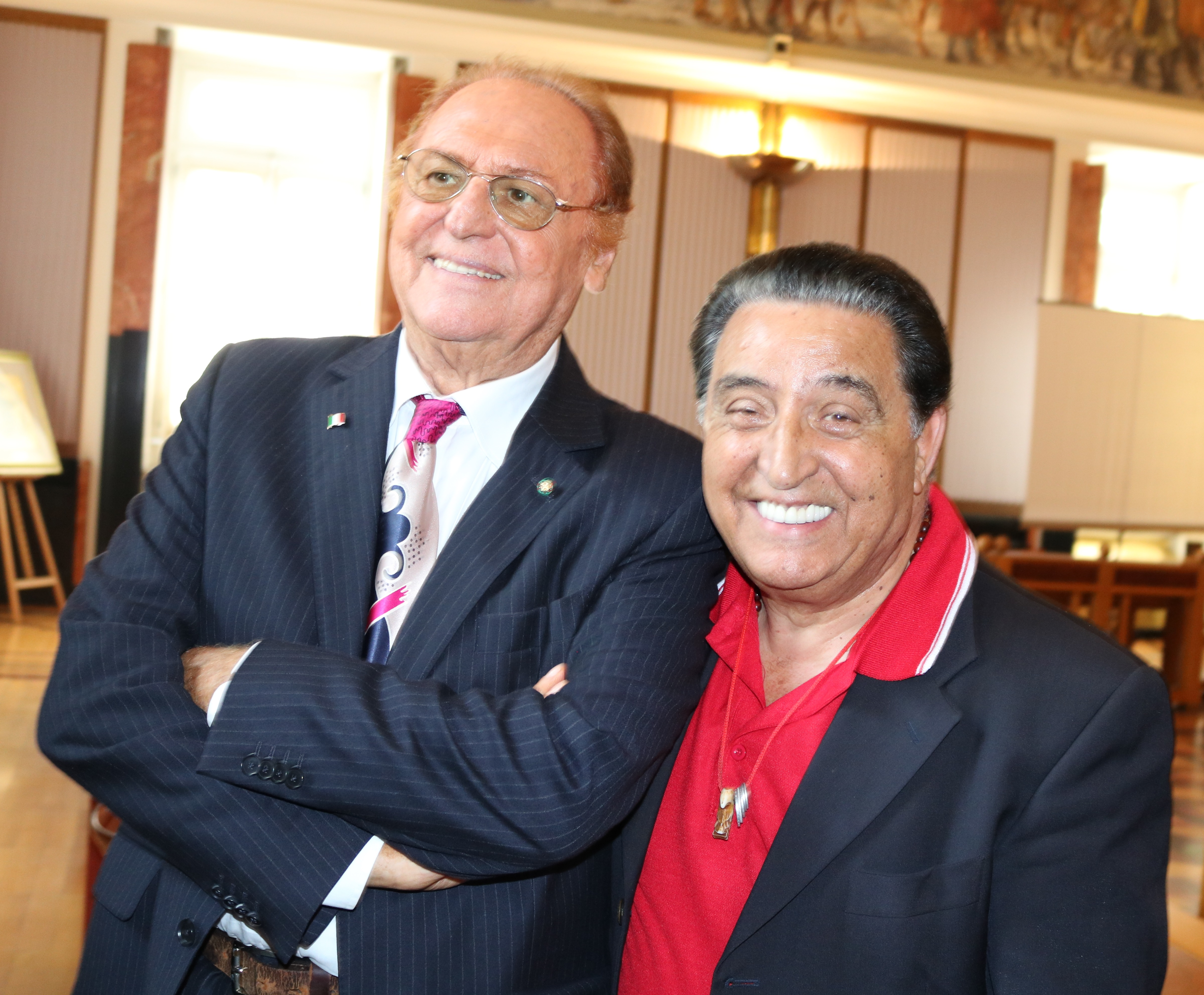
Renzo Arbore e Mario Trevi

La excesiva comercialidad del Festival de Nápoles hizo que muchos de los compositores e intérpretes más puristas de la canción napolitana protestaran y se opusieran a su continuidad, hasta el extremo de que en 1971 se celebró por última vez. Los intérpretes más destacados de esta década fueron Mario Merola, quien destacó por sus sceneggiate, Pino Mauro y Mario Trevi. Bruno Venturini, siguiendo el ejemplo de cantantes del pasado como Caruso, grabó una famosa antología de canciones napolitanas con medios operísticos. También surgirán autores y grupos nuevos como Eduardo De Crescenzo, Alan Sorrenti, Pino Daniele, Osanna o Napoli Centrale. Todos ellos harán evolucionar la canción napolitana con la fusión de nuevos géneros.
Desde los años 1970, también se ha desarrollado una cuarta forma musical llamada "neomelódica", considerada por algunos como de la" pop napolitano", este estilo de origen urbano se ha desarrollado tanto en el corazón de Nápoles como en la periferia, y trata temas como el amor, la traición, los celos, la miseria y el crimen. En los últimos años, algunos artistas neomelódicos han causado polémica e indignación por su apología de la mafia, y por suponer complicidad con miembros de la Camorra. La música neomelódica se ha convertido en una industria musical fuerte y muy lucrativa que genera mucho dinero, lo que despierta el interés de la mafia, con la que algunos managers, productores y agentes tienen una complicidad o un vínculo directo.

#### Década de 1980
El camino de Mario Merola de resucitar la sceneggiata no tuvo continuadores y este género irá desapareciendo durante la década de 1980. Triunfará la música melódica. El cantante que servirá de transición entre las sceneggiate y esta música melódica será Nino D'Angelo.

#### Década de 1990
La evolución de la canción napolitana deriva hacia el melodismo pop de cantantes napolitanos como Gigi Finizio y Gigi D'Alessio, muy criticados por los puristas por su alejamiento de las formas tradicionales. Otros grupos como Almamegretta, 99 Posse o 24 grana acercan la canción napolitana a la música electrónica, el trip hop y el rap. Sus textos se caracterizan por un alto contenido político de izquierdas.

##### SigloXXI
Los primera dècada del 2000 fue marcada por la sobrevivencia del estilo neomelodico, aunque a comienzos de la década de 2010 se empezaron a levantar críticas a sus esponentes para su supuesta glorificación de la delincuencia organizada, en concreto de la Camorra.
Desde la segunda mitad de los años 2010 y durante los primeros años 2020 se ha ido afermando una nueva declinación de la música napolitana en los géneros hip hop, electrónica y urban, aunque se han preservado influencias más y menos fuertes de la tradición partenopea. Los mayores representantes de esta "nueva escuela" son Clementino, Geolier y Liberato.